# Szil
Szil ['sil] ist eine ungarische Gemeinde im Kreis Csorna im Komitat Győr-Moson-Sopron.

## Geografische Lage
Szil liegt 37 Kilometer südwestlich des Komitatssitzes Győr und gut 12 Kilometer südlich der Kreisstadt Csorna an dem Fluss Linkó-árok. Nachbargemeinden sind Sopronnémeti, Szilsárkány, Rábacsanak, Szany, Vág, Páli und Zsebeháza.

## Geschichte
Im Jahr 1913 gab es in der damaligen Großgemeinde 492 Häuser und 2842 Einwohner auf einer Fläche von 5051 Katastraljochen. Sie gehörte zu dieser Zeit zum Bezirk Csorna im Komitat Sopron.

## Sehenswürdigkeiten
- Madonnenstatue aus dem Jahr 1899
- Denkmal für die Märtyrer von Arad, erschaffen von Tamás Turi
- Römisch-katholische Kirche Utolsó vacsora
  - Vince-Csigi-Reliefgedenktafel an der Kirche, erschaffen von Béla Domonkos
- Römisch-katholische Kirche Kisboldogasszony, im Ortsteil Kistata
- Denkmal für die Märtyrer von Arad, erschaffen von Tamás Turi
- Skulpturen Három Mária Krisztus sírjánál, Nepomuki Szent János und Szeplőtelen Szűz Mária, erschaffen 1890 von József Ullein
- Szentháromság-Säule aus dem Jahr 1811
- Szent-Vendel-Statue aus dem Jahr 1864
- Trianon-Denkmal

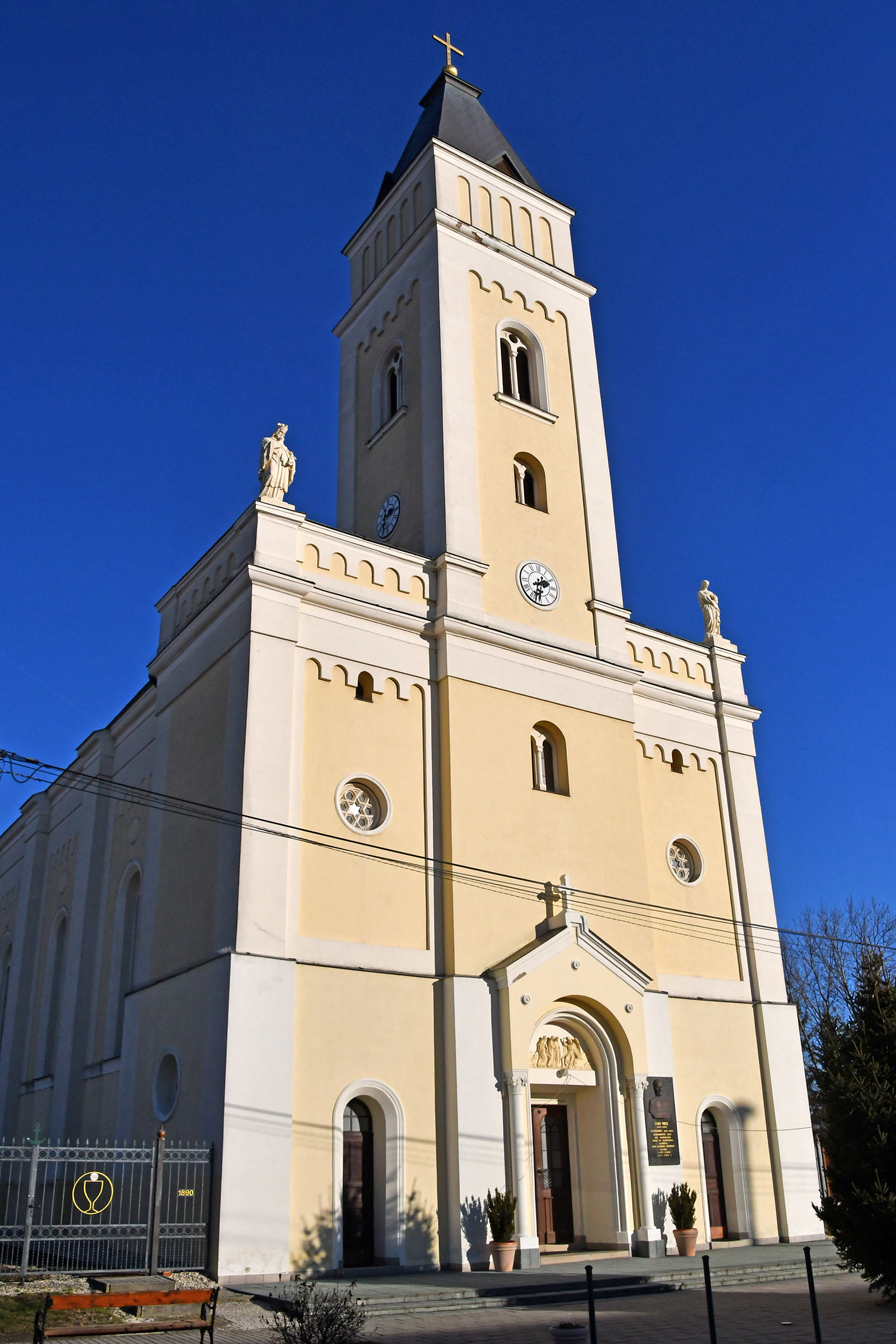
Römisch-katholische Kirche Utolsó vacsora
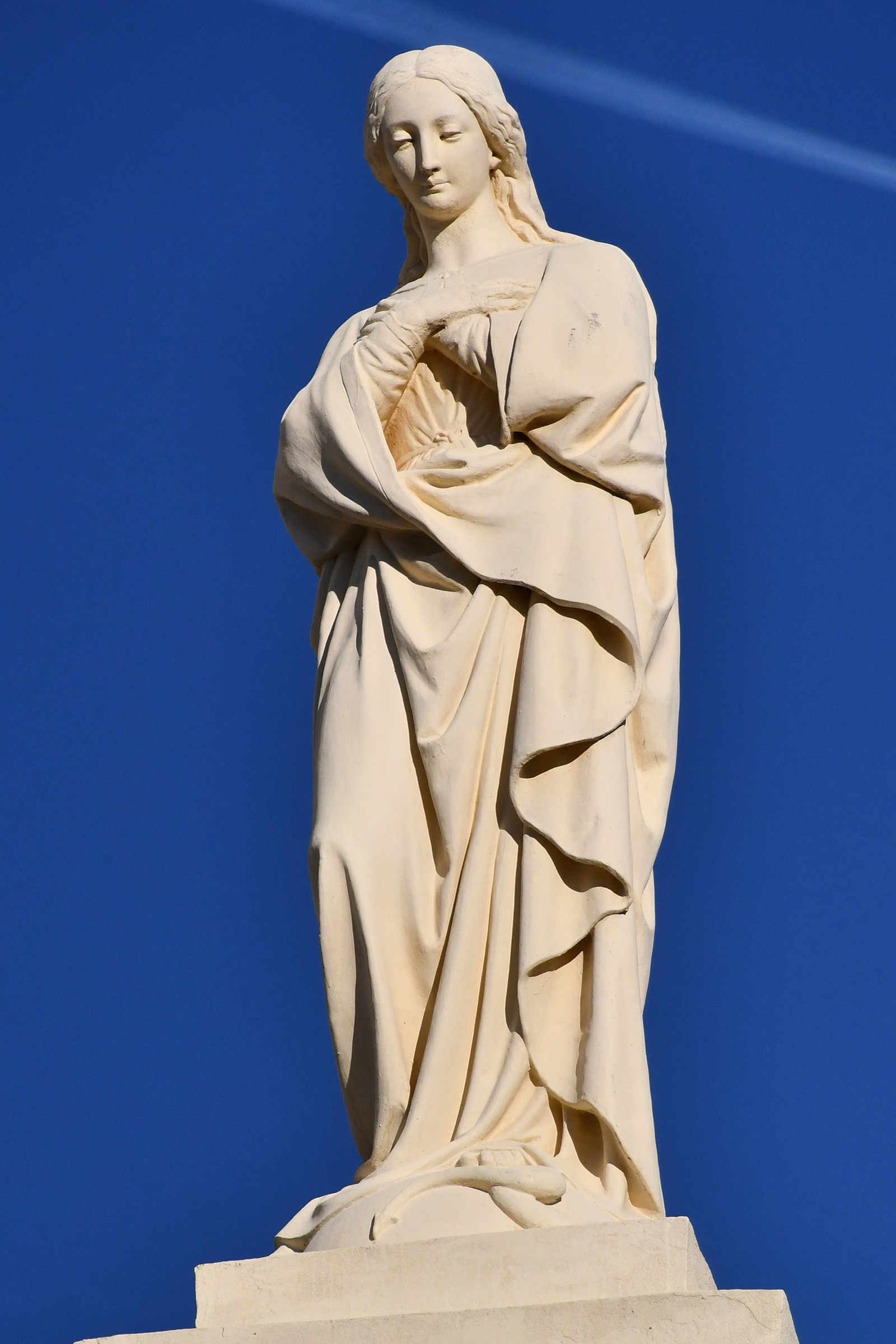
Statue Szeplőtelen Szűz Mária

## Verkehr
Durch Szil verläuft die  Hauptstraße Nr. 86, die von der Landstraße Nr. 8604 gekreuzt wird. Es bestehen Busverbindungen nach Beled, Csorna und Győr. Der Bahnhof Szil-Sopronnémeti liegt drei Kilometer nördlich des Ortes an der Bahnstrecke Porpác–Hegyeshalom.